# Moloko
Moloko (Russisch voor "melk") was een dance-popgroep uit Sheffield, Engeland, bestaande uit Róisín Murphy (1973) en Mark Brydon (1960), die aanvankelijk ook een relatie hadden. Hun muziek kenmerkt zich door een mix van verschillende muziekstijlen, waaronder disco, triphop, funk en dance.

## Geschiedenis
Mark Brydon werd actief in de dancescene in de jaren tachtig en zat achter diverse projecten. In 1994 ontmoette hij op een feestje Róisín Murphy. De openingszin Do you like my tight sweater was het begin van hun relatie. Een relatie die ook direct een muzikale samenwerking betekende.
Do you like my tight sweater was ook direct de naam van het eerste album dat in 1995 verscheen. Het debuutalbum en de single Fun for me waren succesvol. Van het album werden 250 duizend stuks verkocht. Het tweede album I am not a doctor, deed het echter veel minder goed en daardoor leek Moloko in de vergetelheid te raken. Dat veranderde echter toen de Duitse houseproducer Boris Dlugosch een remix maakte van het nummer Sing it back. Deze versie werd een Europese hit in zomer van 1999. De band scoorde onder meer in België en Nederland een hit met Sing it back. Niet lang daarna verscheen het album Things to Make and Do (2000) met de single The time is now. Ook dit nummer werd een hit. Daarbij werd de liveact van Moloko uitgebreid naar een volwaardige band, waarmee bij vele festivals werd aangedaan. In de zomer van 2001 leende Róisín haar stem aan het nummer Never enough van Boris Dlugosch. Dit als dank voor zijn remix waaraan ze veel te danken hadden. In 2017 maakte de Britse dj Pete Tong samen met The Heritage Orchesta van dirigent Jules Buckley een symfonische versie van Sing it back. Deze versie werd gezongen door Becky Hill.
De relatie tussen Mark en Róisín liep in 2001 stuk. Toch bleef het duo aanvankelijk bij elkaar als zakenpartners. In 2003 volgde het album Statues, dat mede door deze perikelen moeizaam tot stand kwam. Het album zat volgens Murphy vol metaforen over eenzaamheid en verlatenheid. Murphy laat zich in interviews ontvallen:"Ik zie gewoon niet in hoe we verder moeten. Daarvoor was de totstandkoming van Statues toch te moeilijk." Wanneer de tournee van Statues afgelopen was viel het duo uiteindelijk uiteen. Wel verschenen nog de dvd 11,000 Clicks en de compilatie Catalogue. Murphy ging solo en bracht de albums Ruby Blue (2005) en Overpowered (2007) uit. Brydon werkt meer achter de schermen maar maakt af en toe remixen als DJ Plankton.

## Discografie

### Albums
- Do you like my tight sweater? (1995)
- I am not a doctor (1998)
- Things To Make And Do (2000)
- Statues (2003)
- Catalogue (2006)

### Singles
- Moloko EP (1995)
- Where Is The What If The What Is In Why? (1995)
- Fun for me (1996)
- Day For Night (1996)
- Dominoid (1996)
- The Flipside (1998)
- Sing It Back (1998)
- Sing it Back (Boris Dlugosch remix) (1999)
- The Time Is Now (2000)
- Indigo (2000)
- Pure Pleasure Seeker (2000)
- Familiar Feeling (2002)
- Forever More (2003)
- Cannot Contain This (2003)

#### Hitnoteringen
| Single met eventuele hitnotering(en) in de Nederlandse Top 40 | Datum van verschijnen | Datum van binnenkomst | Hoogste positie | Aantal weken | Opmerkingen                  |
| ------------------------------------------------------------- | --------------------- | --------------------- | --------------- | ------------ | ---------------------------- |
| Sing It Back                                                  | 1999                  | 21-08-1999            | 11              | 11           |                              |
| The Time Is Now                                               | 2000                  |                       | -               | -            | nr. 46 in de single top 100  |
| Familiar Feeling                                              | 2002                  |                       | -               | -            | nr. 100 in de single top 100 |
| Forever More                                                  | 2003                  |                       | -               | -            | nr. 77 in de single top 100  |

### Dvd's
| Dvd's met hitnoteringen in de Vlaamse Ultratop muziek-dvd top 10/20 | Datum van verschijnen | Datum van binnenkomst | Hoogste positie | Aantal weken | Opmerkingen |
| ------------------------------------------------------------------- | --------------------- | --------------------- | --------------- | ------------ | ----------- |
| 11.000 clicks                                                       | 2004                  | 14-08-2004            | 9               | 1            |             |

## Prijzen/onderscheidingen
- "Best International Live Act" - Belgische TMF Awards in 2004.